# Kitti à nez de porc
Craseonycteris thonglongyai
Famille
Genre
Espèce
Statut de conservation UICN

 VU C1 : Vulnérable
Répartition géographique
La Kitti à nez de porc (Craseonycteris thonglongyai), également appelée Chauve-souris bourdon  à cause de sa taille minuscule, est une espèce animale de l'ordre des chiroptères. C'est l'unique espèce du genre Craseonycteris, lui-même l'unique genre de la famille des Craseonycteridae.
L'espèce a été découverte en 1973 dans une grotte calcaire du parc national thaïlandais de Sai Yok. Elle doit son nom à son découvreur, le zoologue thaïlandais Kitti Thonglongya.
La Kitti à nez de porc est le plus petit mammifère au monde par la taille.

## Description
La Kitti à nez de porc mesure de 2,9 à 3,3 cm et ne pèse qu'environ deux grammes. Une musaraigne européenne, le Pachyure étrusque, pèse un peu moins (1,8 g), mais est plus grande. 

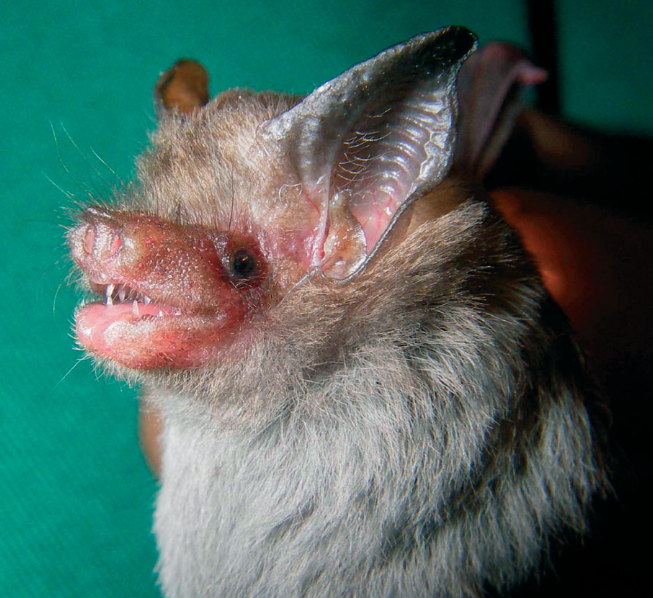
Tête de la Kitti à nez de porc

Elle n'a pas de queue ni de calcars. Ses ailes relativement larges, d'une envergure de 7,5 cm lui permettent de faire du vol stationnaire.
Elle vit dans les grottes et les cavernes.
Elle chasse des insectes en utilisant son sonar durant de brèves périodes : environ 30 minutes chaque soir et puis environ 20 minutes le matin, juste avant l'aube.
La Kitti à nez de porc est menacée par les captures au filet de chauves-souris et est perturbée par la récolte du guano.

## Distribution

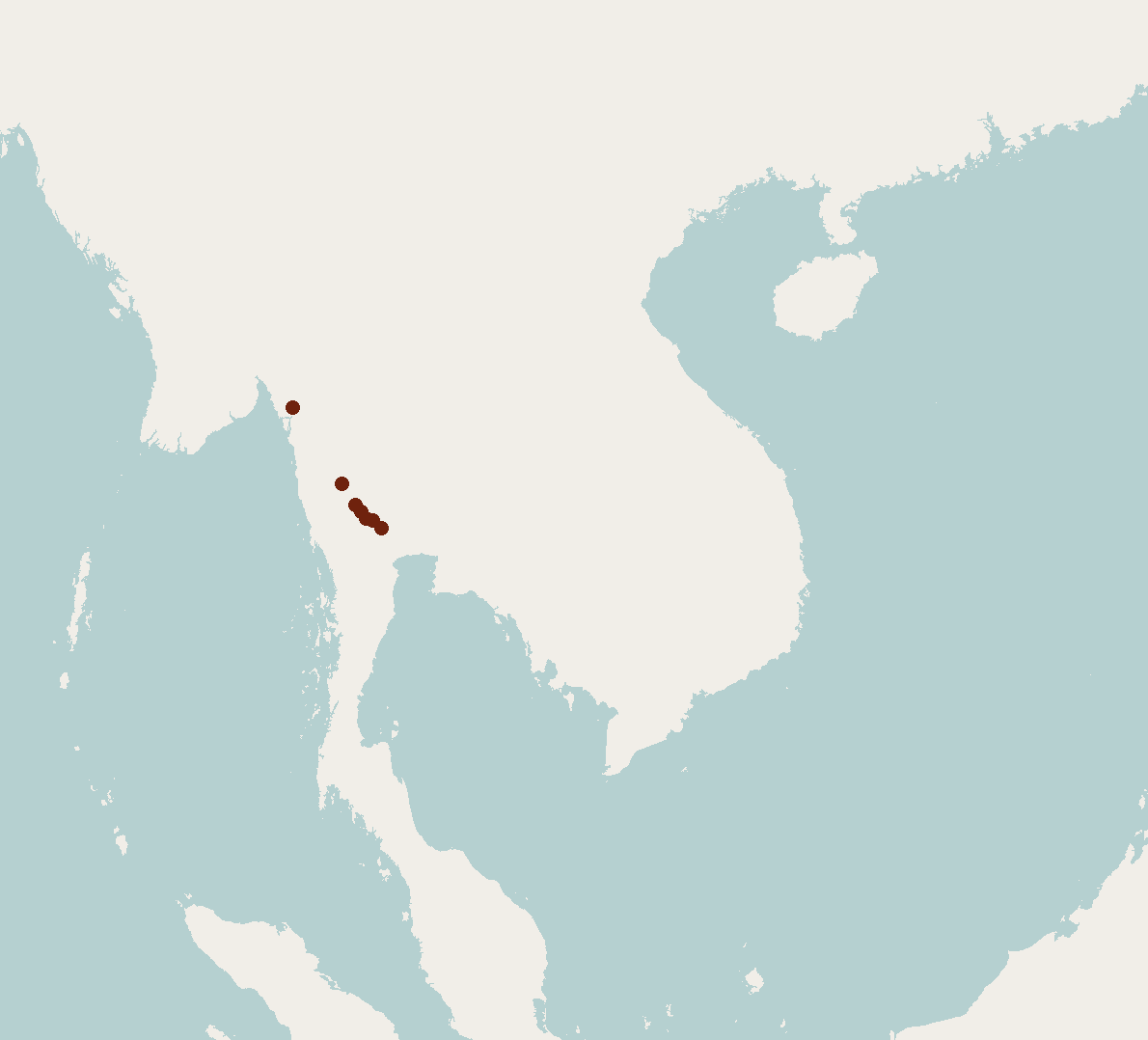
Lieux de présence de la Kitti à nez de porc

L'espèce étant séparée en deux populations distinctes en Birmanie et en Thaïlande, des recherches récentes laissent supposer qu'il existerait en réalité deux espèces de chauve-souris bourdon au lieu d'une seule. Selon certaines hypothèses, le processus de spéciation est en cours, mais les données moléculaires manquent pour le confirmer. Néanmoins, l'étude de la fréquence des cris d'écholocation permet d'ores et déjà de montrer une nette différence entre les deux populations.
En Thaïlande même, on distingue que la fréquence des cris est plus haute chez les individus du sud-est du pays. Cela peut s'expliquer par un phénomène adaptatif dû à la compétition entraînée par la présence d'une autre espèce de chauve-souris (Myotis siligorensis), qui utilise les mêmes gammes de fréquences. La chauve-souris bourdon a donc modulé ses cris pour éviter les perturbations, par un processus adaptatif de plasticité phénotypique.